# Pilâtre de Rozier
Jean François Pilâtre de Rozier, fransk fysiker og luftskipper (1754-1785). Han studerede først kirurgi og lidt kemi og kom senere til Paris, hvor han – for at leve – holdt forelæsninger over Franklins elektriske forsøg, samtidig med at han studerede matematik og kemi. Senere fik han ansættelse hos kongens broder som opsynsmand ved dennes fysiske og kemiske samling. Han blev kendt som den ene af de to mennesker der for første gang (15. oktober 1783) steg op i en ballon – ved sine følgende luftrejser samt ved sin død ved nedstyrtning fra en brændende ballon.